# Stade Gaston Petit
El Stade Gaston Petit es un estadio de fútbol ubicado en la ciudad de Châteauroux, en la región de Centro-Valle del Loira, Francia. Fue inaugurado en 1964 y su capacidad es actualmente de 17.173 personas. Es el estadio del club La Berrichonne de Châteauroux.

## Historia
El proyecto inicial de este estadio data de 1929. Pero las obras no se pusieron en marcha hasta treinta años después, en 1959. La inauguración oficial del estadio municipal se lleva a cabo el 13 de septiembre de 1964. En 1971 el estadio tomó el nombre de Gaston-Petit, en memoria del que fue alcalde de Châteauroux de 1967 a 1971.
El estadio fue completamente renovado tras el ascenso de La Berrichonne de Châteauroux a la primera división en 1997.
En su configuración actual, el estadio Gaston-Petit tiene capacidad para 17.072 espectadores (incluidos 14.500 sentados). El récord de asistencia es de 15.896 espectadores, registrado el 24 de enero de 1998, durante un partido entre La Berrichonne de Châteauroux y el Olympique de Marsella.
Durante la temporada de 2011, el estadio se equipó con césped sintético.

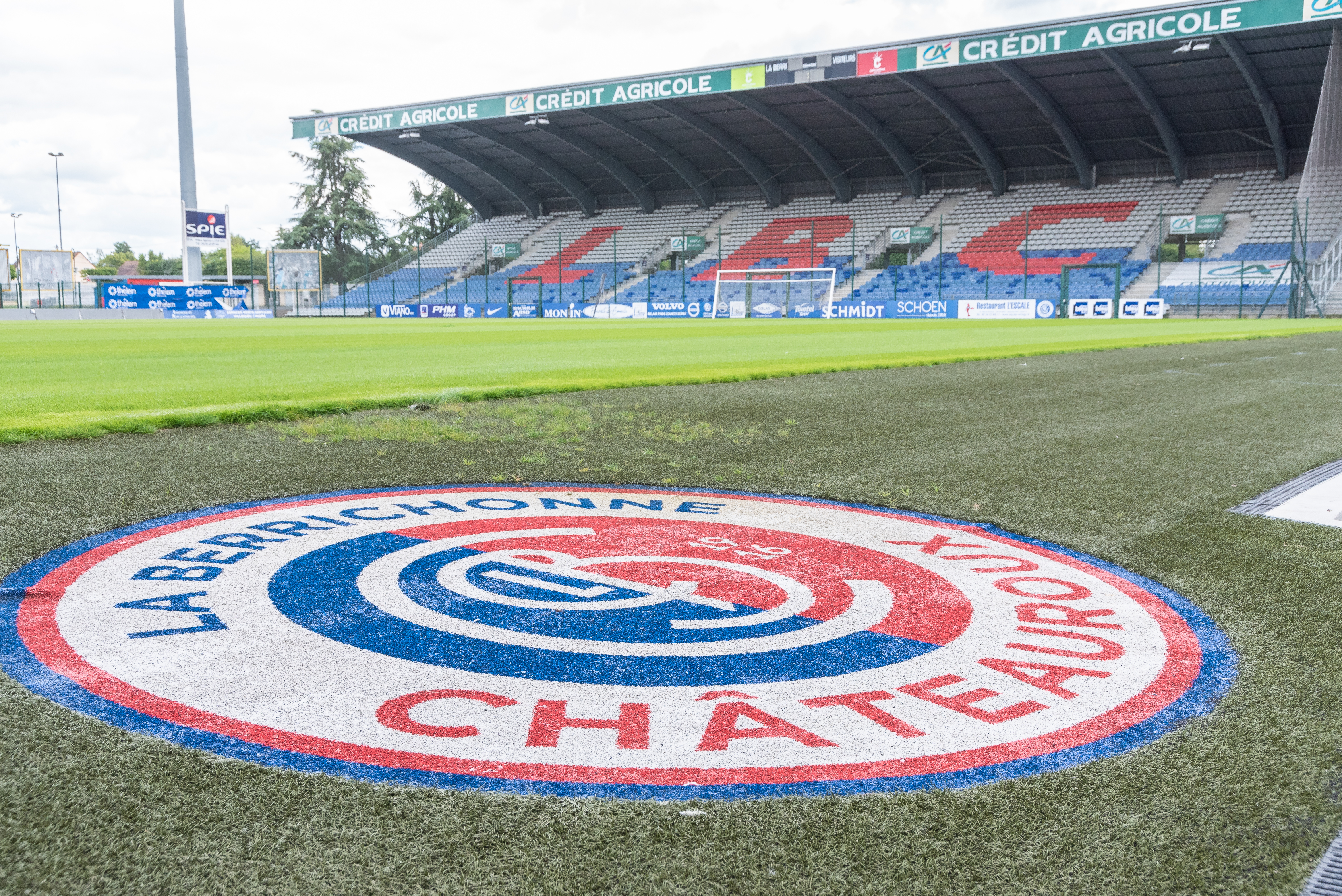